# Cereatta elegans
Cereatta elegans is een hooiwagen uit de familie Assamiidae.